# مصطفی مهدوی
مصطفی مهدوی (انگلیسی: Mostafa Mahdavi؛ زاده ) یک بازیکن فوتبال اهل ایران است و هم‌اکنون در پست هافبک در باشگاه نفت تهران در حال فعالیت است.

## کاندیدای شورای شهر
وی در پنجمین دوره انتخابات شورای شهر در شهر شاهین شهر کاندید شد